# Valentin Wagner
Valentin Wagner, magyaros névalakban Wagner Bálint (Brassó, 1510-1520 között – 1557. szeptember 2.) bölcseleti doktor, evangélikus lelkész.

## Élete
Tanult Krakkóban (?); ezután rövid ideig Brassóban lelkész volt. 1542. április 13-án beiratkozott a wittenbergi egyetemre, ahol megismerkedett Philipp Melanchthonnal és tantételeivel, és mesteri fokot nyert. Még 1542-ben visszatért Brassóba. 1542. december 1-jén az újonnan megnyitott brassói főiskolához hívták meg igazgatónak. 1546 áprilisban nagyszebeni iskolaigazgató és városi tanácsos lett. Mint brassói lelkész 1549. január 29-én lépett szolgálatba; 1555-től a Honterus-féle könyvnyomda tulajdonosa lett.

## Munkái
- Compendium Grammatices Graecae. Coronae, 1535. (2. kiadás 1549., 3. k. 1562., 4. k. 1569., 5. k. 1630. Coronae.) [görög nyelvtan, alaktani rész]
- Praecepta vitae Christianae.... Coronae, 1544. (Újabb kiadása. Coronae, 1554.) [verses bölcs mondások]
- Amnon incestuosus. Tragoedia. Coronae, 1549. [iskoladráma]
- ΚΑΤΗΧΗΣΙΣ... Coronae, 1550. [evangélikus katekizmus görög nyelven]
- Prima Rudimenta Christianae Religionis. In usum pueritiae Coronensis. Coronae, 1554. [evangélikus vallásoktató könyv]
- Novum Testamentum Graece et Latine iuxta postremam D. Erasmi Rot. translationem... Coronae, 1557. [az Újszövetség görög és latin nyelven]
- Imagines mortis selectiores.... Coronae, (1557). [verses elmélkedés]
- Odium Calvinianorum (Coronae, 1554–1557). [evangélikus vitairat]

Latin nyelvű verses ajánlásai több Honterus-kiadványban megtalálhatóak. Korábban neki tulajdonították a Medicina Animae tam iis qui firmia, quam qui adversa corporis valetudine praediti sunt, in Mortis agone & extremis his periculosissimis temporibus maxime necessaria (Coronae, 1557) című elmélkedéskötetet is, de utóbb kiderült, hogy ennek szerzője Urbanus Rhegius német protestáns teológus.